# Carlo Pesenti
Pour les articles homonymes, voir Pesenti.
Carlo Pesenti, né à Milan le 30 mars 1963, est un industriel italien connu dans le cadre du groupe Italcementi et de la gestion de Italmobiliare.

## Formation
Carlo Pesenti a fait une formation d'ingénieur en Mécanique à l'École polytechnique de Milan. Il obtint ensuite un Master en Économie et management auprès de l'Università Bocconi.

## Carrière
Après l'obtention de son diplôme, Carlo Pesenti entreprend une période d'étude et de travail à l'étranger, puis il assume divers emplois au sein d'Italcementi. Il commence auprès des unités de production de ce groupe, surtout dans les services techniques de cette société, puis dans la branche Italcementi Ingegneria, ce qui lui donne l'occasion de participer au projet engineer et au projet manager[Quoi ?] dans le cadre de divers contrats en Italie et à l'étranger. Il participe aussi à la Direzione centrale finanza amministrazione e controllo, mettant ainsi en application son master d'Économie et de management.
En juin 2008, Carlo Pesenti est soupçonné de complicité mafieuse, blanchiment et complicité de blanchiment, non-respect de la qualité des produits et fraude et a fait l'objet d'une enquête des magistrats de la direction antimafia de Caltanisetta,.

## Fonctions
- Directeur général de la société Italmobiliare S.p.A.
- Conseiller délégué de Italcementi S.p.A

## Autres mandats
- Présent dans les conseils d'administration de Mediobanca, Unicredito Italiano, Banche Popolari Unite et RCS MediaGroup (membre du Comité exécutif).
- Depuis 2006 il est coprésident du Business Council Italo-Egiziano.
- En 2003, il devient membre de la Giunta di Confindustria et depuis 2001 il fait partie de la Giunta dell’Unione Industriali di Bergamo (Union des industriels de Bergame).
- Depuis 2002 il est membre du Comité exécutif du WBCSD - World Business Council for Sustainable Development.

## Famille
Marié et père de six enfants.